# Alva Garbo
Alva Maria Garbo, egentligen Gustafsson, född 20 september 1903 i Katarina församling i Stockholm, död 21 april 1926 på samma ort, var en svensk skådespelare.
Garbo var syster till Greta Garbo och Sven Gustafsson (Garbo).

## Biografi
Alva Garbo var dotter till renhållningsarbetaren Karl Alfred Gustafsson och hans hustru Anna Lovisa Johansson, som bland annat arbetade extra som sömmerska. Föräldrarna hade flyttat från Småland till Stockholm omkring år 1900. Hon hade två syskon, den äldre Sven och den yngre Greta. Familjen bodde i en lägenhet med ett rum och kök på Blekingegatan 32 på Södermalm. År 1920 avled fadern i Spanska sjukan. Senare kom båda Alva Garbos syskon att utvandra till USA, liksom modern, som avled där 1944.
Garbo hann medverka i tre filmer. Det var En lyckoriddare 1921 och Kärlekens ögon 1922, vilka enbart var statistroller. I Två konungar från 1925 spelade hon grevinnan Magdalena Rudenschöld. Hon var även modell för en tvålreklam av Ystadsföretaget YvY, tillsammans med sin syster 1924. Hon sågs som en lovande skådespelare, men avled 22 år gammal på Sophiahemmet. Orsaken till hennes död har varit omtvistad; vissa källor anger att hon avled i cancer, medan andra angivit tuberkulos eller hastig lunginflammation.
Alva Garbo är begravd på Skogskyrkogården i Stockholm.

## Filmografi
- 1921 – En lyckoriddare
- 1922 – Kärlekens ögon
- 1925 – Två konungar